# گرینج پارک، نورث‌همپتون‌شر
گرینج پارک (به انگلیسی: Grange Park) یک روستا و محله مدنی در بریتانیا است که در ساوت نورث‌همپتون‌شر واقع شده‌است. گرینج پارک ۴٬۴۰۴ نفر جمعیت دارد.